# غيدالياه ألون
غيدالياه ألون Gedaliah Alon (1901 – 1950) مؤرخ إسرائيلي.

## حياته
ولد غيدالياه روغوزنيتسكي (لاحقا ألون) في عام 1901 في كوبيرت في روسيا البيضاء (التي كانت في بولندا تحت الحكم الروسي وقتها). وفي عام 1924 درس لمدة عام في جامعة برلين، وفي المدرسة الحاخامية في برلين مع الحاخام أزرييل هيلسهايمر. وفي عام 1926 هاجر إلى فلسطين تحت الانتداب البريطاني، وواصل دراساته في الجامعة العبرية في أورشليم. وكان أحد خريجي الدفعة الأولى هناك. وعمل لاحقا في كلية الجامعة العبرية. وبدأ تدريس التلمود في الجامعة.
كان ألون عضوا في الهاغاناه. وخدم في عام 1936 برتبة قائد سرية. وشارك رغم كبر سنه في حرب الاستقلال الإسرائيلية.  

## جوائز وتقديرات
منح جائزة إسرائيل في عام 1953 بعد موته بثلاث سنوات، في مجال الدراسات اليهودية، وكانت تلك السنة هي أول سنة تمنح فيها تلك الجائزة، وهي أرفع جائزة تمنحها دولة إسرائيل.

## أعماله
* اليهود واليهودية والعالم القديم: دراسات في التاريخ اليهودي في زمن الهيكل الثاني والتلمود. (ترجمه إلى العبرية إسرائيل أبراهامز). نشر في القدس من دار نشر ماغنيس بريس في الجامعة العبرية 1977.
* اليهود في أرضهم في العصر التلمودي (70 – 640 بعد الميلاد): ترجمه وحرره غيرشون ليفي، ونشره في القدس دار نشر ماغنيس في الجامعة العبرية.